# Station Cibitung
Cibitung is een spoorwegstation in Bekasi in de Indonesische provincie West-Java.

## Bestemmingen
- KRL Commuter Line:  naar Station Cikarang en Station Jakarta Kota via Gambir en Pasar Senen